# Wangunsari (Naringgul)
Wangunsari is een bestuurslaag in het regentschap Cianjur van de provincie West-Java, Indonesië. Wangunsari telt 3469 inwoners (volkstelling 2010).